# Schmucklori

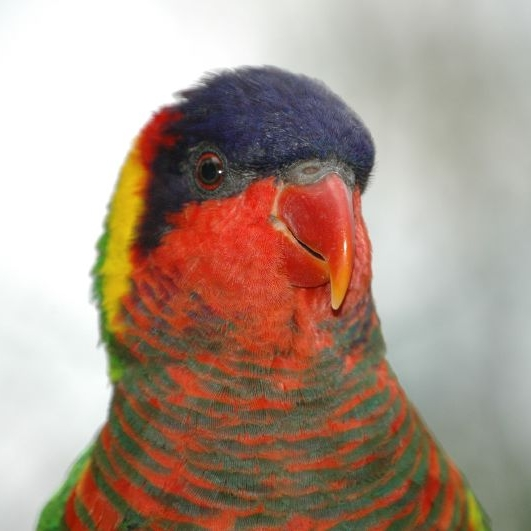
Schmucklori, Kopf und Halspartie

Der Schmucklori (Saudareos ornata, Synonym: Trichoglossus ornatus, Saudareos ornatus) ist eine Art aus der Familie der Altweltpapageien.

## Merkmale
Der Grundton des Schmuckloris ist Grün. Die Kopfplatte und der obere Teil der Wangen sind purpur-blau, während der untere Teil rot ist. Der rote Teil verläuft in eine purpur-blaue Schuppung über, die durch eine breite Säumung der Hals- und Brustfedern hervorgerufen wird. Auf beiden Seiten des Halses ist ein ausgeprägter gelber Streifen, der durch den grünen Nacken unterbrochen wird. Der Rücken, die Oberseite der Flügel und der Oberschwanz sind grün. Die Schulterpartie weist einen gelben Streifen auf. Die Unterflügeldecken und die Schwanzunterseite sind gelblich. Der Schnabel ist rot-orange, der nackte Augenring grau und die Iris rötlich. Der Schmucklori wird 24 cm lang und hat ein Gewicht von 110–120 g.

## Verbreitung und Lebensraum
Der Schmucklori ist eine endemische Art auf Sulawesi und den angrenzenden Inseln. Er bewohnt die ebenen und hügeligen Wälder bis zu einer Höhe von 1000 m.

## Taxonomie
Es existieren gemäß den großen taxonomischen Organisationen keine Unterarten.

## Bestand und Gefährdung
Die aktuelle taxonomische Einordnung stuft den Schmucklori auf der Roten Liste gefährdeter Arten als „nicht gefährdet“ (Least Concern) ein. Allerdings weist er eine sinkende Tendenz im Bestand auf, wobei die Anzahl der adulten Vögel unbestimmt ist.

## Handel
Die Regierung von Sulawesi hat den Export des Schmuckloris bereits früh unterbunden, obwohl die Vögel in ihrer Heimat nicht selten sind. Die Kontrolle des Handels wird über CITES Anhang II geregelt. Die Ein- und Ausfuhr sowie die Wiederausfuhr erfordert eine Genehmigung oder Bescheinigung des jeweiligen Ausfuhrstaates.
Die ersten Vögel kamen 1860 nach Hamburg und 1873 und 1874 nach London. Die erste erfolgreiche Zucht gelang 1927.